# برغهام (كيبك)
برغهام (بالإنجليزية: Brigham, Quebec) هي بلدية محلية في كيبيك تقع في كندا في Brome-Missisquoi Regional County Municipality. يقدر عدد سكانها بـ 2,457 نسمة ومساحتها 88.40 كم2 .